# Brundidge (Alabama)
Brundidge ist eine Stadt im Pike County im Bundesstaat Alabama in den Vereinigten Staaten.

## Geographie
Brundidge liegt im Südosten Alabamas im Süden der Vereinigten Staaten, etwa 63 Kilometer westlich der Grenze zu Georgia.
Nahegelegene Orte sind unter anderem Banks (6 km nördlich), Troy (7 km nordwestlich), Ariton (11 km südöstlich), Clio (13 km östlich) und Louisville (20 km östlich). Die nächste größere Stadt ist mit 205.000 Einwohnern die etwa 70 Kilometer nordwestlich entfernt gelegene Hauptstadt Alabamas, Montgomery.

## Geschichte

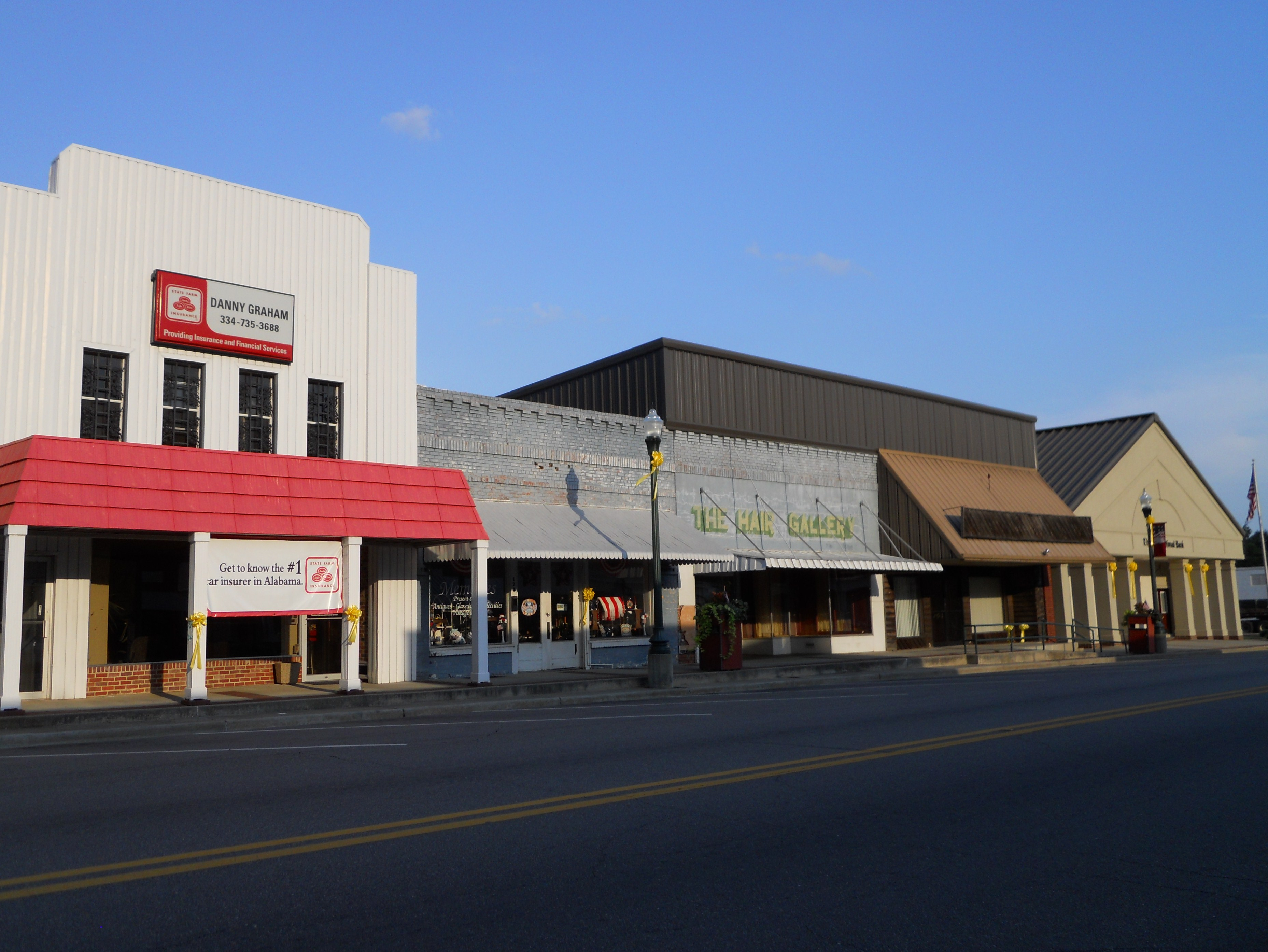
Im Stadtzentrum von Brundidge

Die Stadt wurde vor dem Sezessionskrieg durch George C. Collier gegründet, der hier einen Salon und eine Handelsstätte errichtete. Der erste Name war Collier's Store, wurde aber 1854 in Ehrung des James McGinnis Brundidge in den heutigen Namen umbenannt.
Nach dem Krieg etablierte sich die Stadt vor allem als Zentrum der Landwirtschaft. 1856 wurde ein Postamt und 1889 ein Depot der Alabama Midland Railway errichtet, es folgten Hotels und Geschäfte. Die Bahnstrecke wird heute als Dothan Subdivision überwiegend für Frachtverkehr genutzt.
1893 wurde die Stadt eingemeindet. 1900 wurde die Brundidge Banking Company gegründet, 1904 folgte die First National Bank . Zeitweise gab es drei Zeitungen in der Stadt: Brundidge News (ab 1893), Brundidge Sentinel (ab 1926) und Brundidge Banner (ab 1962); alle haben bis heute ihren Betrieb eingestellt.
Die in den 1920er Jahren gegründete Johnson Oil Company, die zeitweise über 2 Millionen Fässer Öl jährlich produzierte, dient heute als Museum.

## Verkehr
Vom Westen in den Süden der Stadt verlaufen auf gemeinsamer Trasse die Alabama State Route 53 und der U.S. Highway 231, der wenige Kilometer nördlich einen Anschluss an den U.S. Highway 29 herstellt. Im Stadtzentrum kreuzen sich die Alabama State Route 10 und die Alabama State Route 93.
Im Nordosten der Stadt befindet sich der Brundidge Municipal Airport, der jedoch auf unbestimmte Zeit geschlossen ist. 20 Kilometer nordwestlich befindet sich der Troy Municipal Airport.

## Wirtschaft
Das lokale Walmart-Vertriebszentrum ist mit 800 Angestellten einer der größten Arbeitgeber der Region.

## Demographie
Die Volkszählung 2000 ergab eine Einwohnerzahl von 2341, verteilt auf 1014 Haushalte und 652 Familien. Die Bevölkerungsdichte lag bei 93 Menschen pro Quadratkilometer. 63,5 % der Bevölkerung waren Schwarze, 33,4 % Weiße, 0,5 % Indianer und 0,3 % Asiaten. 2,3 % hatten zwei oder mehr Ethnizitäten, 0,8 % waren Hispanics oder Lateinamerikaner jedweder Ethnizität. Auf 100 Frauen kamen etwa 82 Männer. Das Durchschnittsalter lag bei 42 Jahren, das Pro-Kopf-Einkommen betrug 12.357 US-Dollar, 35,5 % der Bevölkerung unterhalb der Armutsgrenze lebten.
Bis zur Volkszählung 2010 sank die Einwohnerzahl auf 2076.

## Persönlichkeiten
- William Oscar Mulkey (1871–1943), Rechtsanwalt und Politiker
- Herb Siler (1935–2001), Schwergewichtsboxer
- Robert L. Williams (1868–1948), Jurist und Politiker, dritter Gouverneur Oklahomas